# ルドルフ・A・ピーターソン
ルドルフ・アーヴィッド・ピーターソン（Rudolph Arvid Peterson、1904年12月6日 – 2003年12月2日）は、バンク・オブ・アメリカの最高経営責任者 (CEO) や国際連合開発計画総裁を務めたアメリカ合衆国の銀行家
。

## 生い立ち
ピーターソンは、スウェーデンのヴェストラ・イェータランド県スヴェンユンガで、子どもが6人いる家庭に生まれた。彼は母方のおじ夫妻に養子として引き取られ、一家は1905年9月にアメリカ合衆国へ移住した。移民した当初、一家はオハイオ州ヤングスタウンに居住していた。1907年、一家はカリフォルニア州を目指して列車で移動するスウェーデン系の若い家族たちの一団に加わった。彼らはロサンゼルスに定着することになった。1913年、一家はカリフォルニア州マーセド郡のヒルマーに移り住んだが、そこはターロック郊外のスウェーデン系の人々が集まった農業集落であった。ピーターソンはヒルマー高等学校を卒業してカリフォルニア大学バークレー校に進み、1925年にB.S.を得て卒業した。

## 経歴
ピーターソンは、コマーシャル・クレジット・コーポレーション (Commercial Credit Corporation)、トランスアメリカ・コーポレーション、バンク・オブ・ハワイで経験を積んだ。1936年にバンク・オブ・アメリカに入行し、20年ほどカリフォルニア州で働いた後、6年間バンク・オブ・ハワイに出向した。バンク・オブ・ハワイの頭取を務めた後、1961年に副会長としてバンク・オブ・アメリカに戻った。1963年、ピーターソンはバンク・オブ・アメリカの頭取、最高経営責任者に指名された。1969年末に引退し、後任のオールデン・W・クラウゼンに席を譲った。1972年、ピーターソンは、国際連合開発計画の第2代総裁となり、世界中で展開される経済支援を取り仕切ることとなった。
ルドルフ・A・ピーターソンは、カリフォルニア大学バークレー校から1967年の「Alumnus of the Year」（その年を代表する卒業生）に選ばれ、1991年には学長賞 (the Chancellor’s Award) を贈られた。1965年、アメリカ・スウェーデン系評議会 (the Swedish Council of America) から「Swedish-American of the Year」（その年を代表するスウェーデン系アメリカ人）に選ばれた。後にピーターソンは、1989年から1991年にかけて、この評議会の理事長を務めた。